# Myrmecodia beccarii
Myrmecodia beccarii là một loài thực vật có hoa trong họ Thiến thảo. Loài này được Hook.f. mô tả khoa học đầu tiên năm 1886.

## Hình ảnh

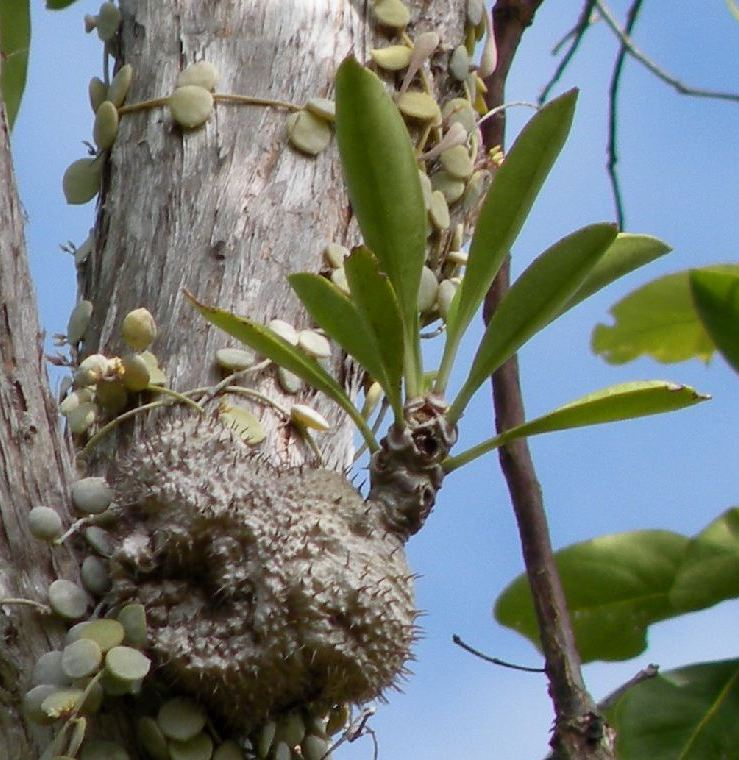
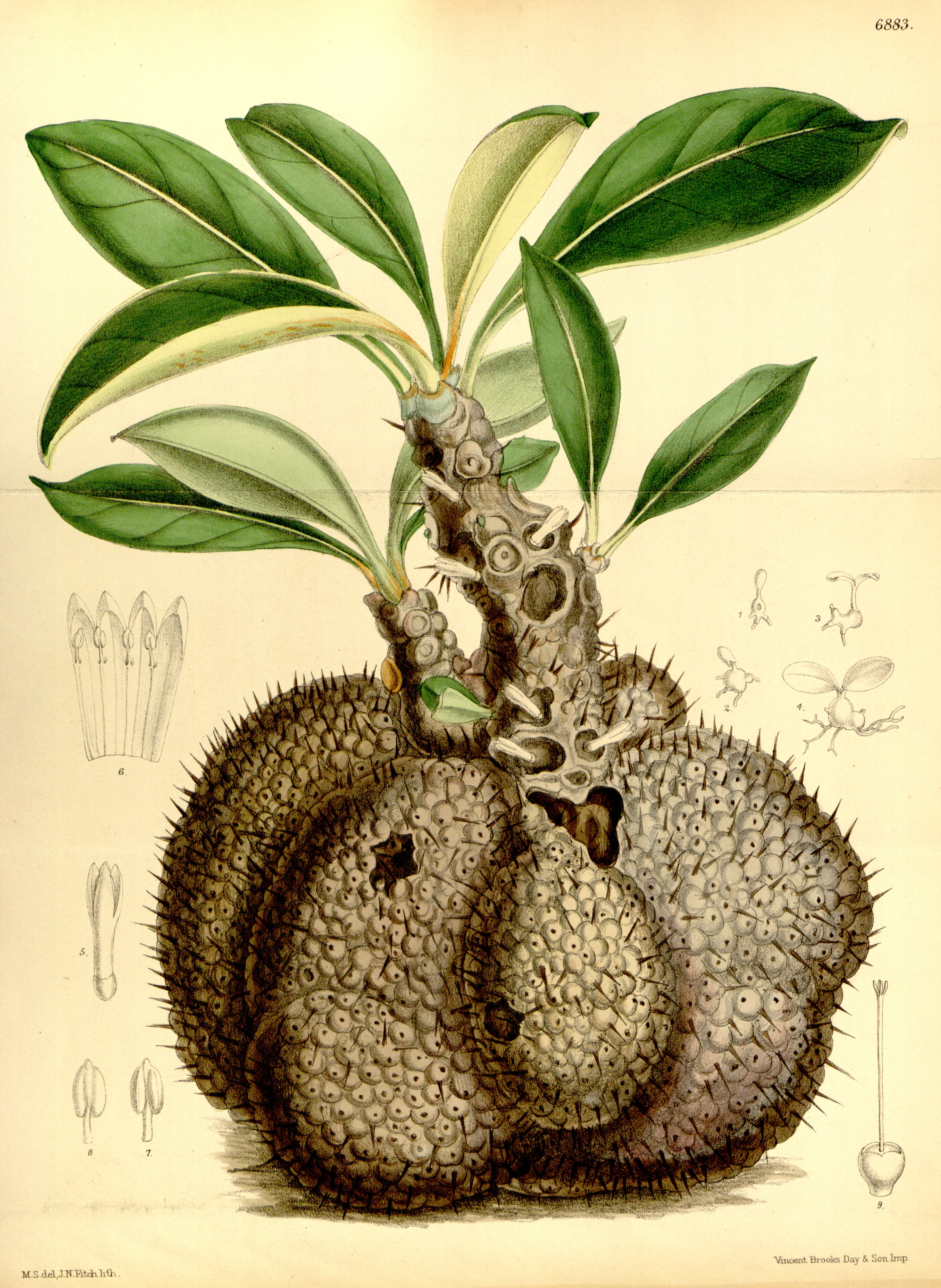
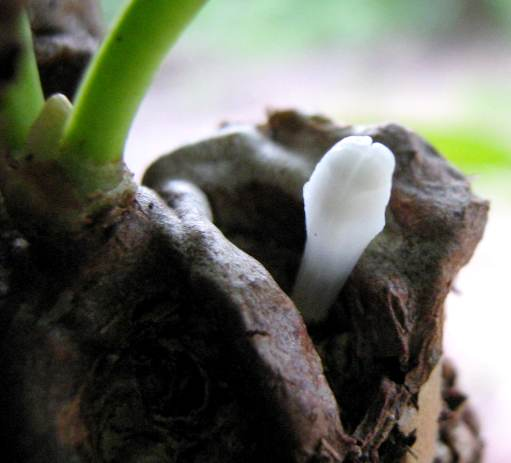
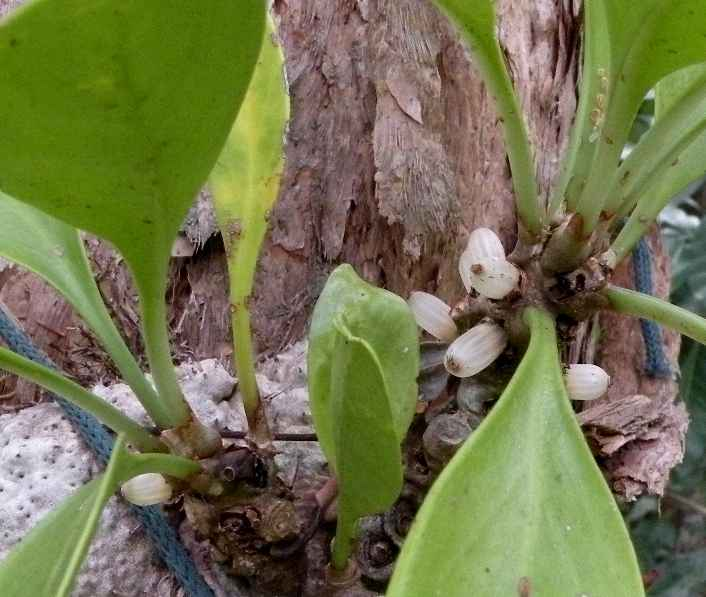